# اوتریو، فریبورگ
اوتریو (تلفظ فرانسوی: [otʁiv] () آرپیتان: Hôtariva) یک شهر و شهرداری است که در بخش سرین کانتون فریبورگ در کشور سوئیس واقع شده‌است. این شهر در سال ۲۰۰۱ از ادغام دو روستای همجوار و به فرمان دولت محلی کانتون فریبورگ ایجاد شد. نام اوتریو برای اولین بار در نقشه‌های تهیه شده در قرن دوازدهم ذکر شده‌است. جمعیت این شهر در پایان سال ۲۰۱۸ بالغ بر ۲٬۴۹۷ نفر بوده‌است.